# Samuel Butler (romancier)
Samuel Butler (n. 4 decembrie 1835, Nottinghamshire, Anglia, Regatul Unit al Marii Britanii și Irlandei – d. 18 iunie 1902, Londra, Regatul Unit al Marii Britanii și Irlandei) a fost un romancier și eseist englez.
Butler este unul dintre primii autori care și-a exprimat îngrijorarea cu privire la faptul că mașinile extrem de avansate ar putea prezenta riscuri existențiale pentru omenire, el a scris următoarele în eseul său din 1863, Darwin printre mașini („Darwin among the Machines”):
Rezultatul este pur și simplu o chestiune de timp, dar faptul că va veni momentul în care mașinile vor deține supremația reală asupra lumii și a locuitorilor ei este ceea ce nicio persoană cu o minte cu adevărat filosofică nu poate pune la îndoială nicio clipă.

## Opera
- 1872: Erewhon sau dincolo de munți („Erewhon, or, Over the Range”);
- 1903: Și tu vei fi țărână („The Way of All Flesh”);
- 1897: Autoarea Odiseii („The Authoress of the Odyssey”);
- 1913: Umorul lui Homer și alte eseuri („The Humor of Homer and Other Essays”).

Butler a tradus în proză Iliada și Odiseea. A mai redactat scrieri de istorie naturală îndreptate împotriva darwinismului.